# سیلوی
سیلوی (به ایتالیایی: Silvi) یک کومونه در ایتالیا است که در استان تیرامو واقع شده‌است.

## خصوصیات
سیلوی ۲۰٫۶ کیلومترمربع مساحت و ۱۵٬۲۶۴ نفر جمعیت دارد و ۲ متر بالاتر از سطح دریا واقع شده‌است.

## خواهرخوانده
شهر ممینگن خواهرخواندهٔ سیلوی هست.